# Kikki Danielsson
Ann-Kristin (Kikki) Danielsson (Visseltofta, comuna de Osby, Escânia, 10 de maio de 1952) é uma cantora country, dansband ou pop sueca. Por vezes, toca acordeão. Também é famosa por cantar à tirolesa, nalgumas canções.

## Vida e trabalho
Kikki Danielsson participou nove vezes no Festival da Canção da Suécia (Melodifestivalen) e uma no da Noruega. Participou por duas vezes no Festival Eurovisão da Canção: no Festival Eurovisão da Canção 1982, na banda pop Chips(banda) com a canção "Dag efter dag" (Dia após Dia), que terminou em 8º lugar) e no Festival Eurovisão da Canção 1985 a (solo) com a canção Bra vibrationer (Boas vibrações, que terminou em 3º lugar).
Kikki Danielsson como cantora iniciou a sua carreira na banda sueca Wizex em 1973. Participou como membro desse grupo no Melodifestivalen de 1978. Em 1982, deixou essa banda e passou a fazer parte da banda Chips (banda) e participou como membro desse grupo em 1981 e 1982 (em que venceu). Participou em vários shows televisivos e radiofónicos não apenas no seu país natal como nos Estados Unidos da América na década de 1980.
Em 1984, casou com o músico sueco Kjell Roos, de quem teve um filho. Em 1987, publicou o álbum "Min barndoms jular" (com canções de Natal). Juntamente com Roosarna ela produziu uma série de canções na década de 1990 que foram sucesso no seu país. Em 1999 separou-se de Kjell Roos.
Os seus problemas relativos ao consumo de álcool têm sido motivo para mexericos na imprensa sensacionalista da Suécia e levaram-na a parar por um pequeno período a sua carreira.

## Participações no Festival da Canção da Suécia e na Eurovisão
- Melodifestivalen (1978): Miss Decibel (com Wizex) - 2º lugar
- Melodifestivalen (1980): Mycke' mycke' mer (na banda Chips) - 4º lugar
- Melodifestivalen (1981): God morgon (na banda Sweets 'n Chips) - 2º lugar
- Melodifestivalen (1982): Dag efter dag (na banda Chips (banda)) - vencedora

8.º lugar no Festival Eurovisão da Canção 1982
- Melodifestivalen (1983: Varför är kärleken röd? - 2º lugar
- Melodifestivalen (1985): Bra vibrationer - vencedora

3º lugar Festival Eurovisão da Canção 1985
- Melodifestivalen (1992): En enda gång - 4º lugar
- Melodifestivalen (2002): Vem é dé du vill ha (Kikki, Bettan & Lotta) - 3º lugar
- Melodi Grand Prix(2003): Din hånd i min hånd (Kikki, Bettan & Lotta) - 4º lugar
- Melodifestivalen (2006): I dag & i morgon  - 10º lugar

## Discografia

### Álbuns
- Rock'n Yodel (1979)
- Just Like a Woman (1981)
- Kikki (1982)
- Varför är kärleken röd? (1983)
- Singles Bar (1983)
- Midnight Sunshine (1984)
- Kikkis 15 bästa låtar (1984)
- Bra vibrationer (1985)
- Papaya Coconut (1986)
- Min barndoms jular (1987)
- Canzone d'Amore (1989)
- På begäran (1990)
- Vägen hem till dej (1991)
- In Country (1992)
- Jag ska aldrig lämna dig (1993)
- På begäran 2 (1994)
- Långt bortom bergen (1997)
- I mitt hjärta (1999)
- 100% Kikki (2001)
- Fri - En samling (2001)
- Nu är det advent (2001)
- I dag & i morgon (2006)
- Kikkis bästa (2008)
- Första dagen på resten av mitt liv (2011)
- Postcard from a Painted Lady (2015)
- Christmas Card from a Painted Lady (2016)
- Portrait of a Painted Lady (2017)